# Muzej Ipiranga
Museu Paulista Univerze v São Paulu, splošno znan kot Muzej Ipiranga (portugalsko Museu do Ipiranga), je brazilski zgodovinski muzej, ki stoji v bližini mesta, kjer je cesar Peter I. Brazilski razglasil neodvisnost Brazilije na bregovih potoka Ipiranga v jugovzhodni regiji mesta São Paulo, nato Caminho do Mar ali cesta do morske obale. Vsebuje ogromno zbirko pohištva, dokumentov in zgodovinsko pomembnih umetnin, zlasti povezanih z obdobjem Brazilskega cesarstva.
Najbolj znana umetnina v zbirki je slika iz leta 1888 Independência ou Morte (Neodvisnost ali smrt) Pedra América.
Nekaj mesecev po brazilski razglasitvi neodvisnosti so ljudje začeli predlagati spomenik na mestu razglasitve, čeprav niso bili prepričani, kakšno spominsko konstrukcijo naj zgradijo. Leta 1884 se je italijanski arhitekt Tommaso Gaudenzio Bezzi, ki je bil najet za razvoj projekta, odločil zgraditi stavbo v eklektičnem slogu, podobno francoski Versajski palači z impresivnimi in odlično negovanimi vrtovi in fontano.
Muzej so zaprli avgusta 2013 zaradi obsežne obnove in posodobitve. Septembra 2022 je bila ponovno odprta za javnost.

## Projektiranje in konstrukcija
Leta 1884 je bil italijanski arhitekt Tommaso Gaudenzio Bezzi izbran za načrtovanje monumentalne stavbe, ki naj bi jo zgradili na mestu, kjer bi razglasili brazilsko neodvisnost. 123 metrov dolga palača se je zgledovala po renesančni palači in velja za primer eklektične arhitekture. Muzej je bil za javnost odprt 7. septembra 1895, šest let po razglasitvi republike. Leta 1909 je belgijski krajinski oblikovalec Arsenio Puttermans projektiral vrtove okoli glavne stavbe, ki jih je kasneje preoblikoval krajinski oblikovalec Reinaldo Dierberger v 1920-ih.
Reorganizacijo zbirke je leta 1922 uvedel Afonso d'Escragnolle Taunay ob stoletnici neodvisnosti Brazilije s posebnim poudarkom na zgodovini države São Paulo. Slike in skulpture, povezane z zgodovino Brazilije, so bile nameščene v preddverju, na velikem stopnišču in v veliki dvorani.
Satelitski muzej, Republikanski muzej Itu konvencije (Museu Republicano Convenção de Itu) je bil odprt 18. aprila 1923 v Ituju, mestu v notranjosti zvezne države São Paulo. Muzej stoji v družinski hiši Almeida Prado, kjer je bila leta 1873 ustanovljena republikanska stranka São Paula. Muzej Itu ostaja pod upravo muzeja Paulista in ima zbirko, ki se osredotoča na zgodovino Brazilije v poznem 19. in začetku 20. stoletja.

## Zbirke
Museu Paulista ima veliko zbirko predmetov, pohištva, zemljevidov in umetniških del z zgodovinskim pomenom, zlasti tistih, ki so povezana z neodvisnostjo Brazilije in ustreznim zgodovinskim obdobjem. Eno najbolj znanih del v njegovi zbirki je slika Neodvisnost ali smrt (portugalsko Independência ou Morte), ki jo je naslikal umetnik Pedro Américo leta 1888. Muzej ima pomembno zbirko fotografij, vključno s tistimi Militãoja Augusto de Azeveda (1837–1905), Guilherme Gaenslyja (1843–1928) in Wernerja Haberkorna (1907–1997). Muzej ima faksimile enega najstarejših zemljevidov Brazilije, Zemljevid Céspedes Xeria, izdelan leta 1628. Poleg razstav, dejavnosti muzeja Ipiranga vključujejo izobraževalne programe, tečaje in znanstvene raziskave, ki jih muzej še naprej širi z donacijami ali pridobitvami dokumentacija zbirke.